# Elegant Gypsy
Elegant Gypsy – drugi album studyjny amerykańskiego gitarzysty jazzowego Ala Di Meoli, wydany w 1977 roku nakładem wytwórni płytowej Columbia Records.

## Lista utworów
Opracowano na podstawie materiału źródłowego.
LP:
Strona A
| 1. | "Flight Over Rio" (James Mingo Lewis) | 7:16  |
|    |                                       |       |
| 2. | "Midnight Tango" (Al Di Meola)        | 7:28  |
|    |                                       |       |
| 3. | "Mediterranean Sundance" (Di Meola)   | 5:14  |
|    |                                       |       |
|    |                                       | 19:58 |
|    |                                       |       |
Strona B
| 4. | "Race with Devil on Spanish Highway" (Di Meola) | 6:18  |
|    |                                                 |       |
| 5. | "Lady of Rome, Sister of Brazil" (Di Meola)     | 1:46  |
|    |                                                 |       |
| 6. | "Elegant Gypsy Suite" (Di Meola)                | 9:16  |
|    |                                                 |       |
|    |                                                 | 17:20 |
|    |                                                 |       |

## Twórcy
Opracowano na podstawie materiału źródłowego.
Muzycy:
- Al Di Meola – gitara elektryczna, gitara akustyczna, gitara dwunastostrunowa, fortepian, instrumenty perkusyjne
- Steve Gadd – perkusja (1, 6)
- Jan Hammer – keyboard, syntezator (1, 6)
- Anthony Jackson – gitara basowa (1, 2, 4, 6)
- Mingo Lewis – instrumenty perkusyjne, kongi, klawisze (1, 2, 4, 6)
- Paco de Lucía – gitara akustyczna (3)
- Barry Miles – fortepian, klawisze (2, 4)
- Lenny White - perkusja (2, 4)

Produkcja:
- Al Di Meola – produkcja muzyczna, aranżacja
- Robert Ludwig – mastering
- Dave Palmer - inżynieria dźwięku
- Paula Scher – oprawa graficzna
- Bill King – fotografie